# Rocca di Caverzago
La rocca di Caverzago è una fortificazione, situata nell'omonima frazione, del comune italiano di Travo, in provincia di Piacenza. Posizionata su di una parete rocciosa verticale, gode di un'ottima visuale sulla val Trebbia e sul fiume.

## Storia
Il castello è citato in un atto del Registrum Magnum risalente al settembre 1127 in cui Corrado, figlio di Fredenzone, cedeva la metà del castello e della curia ai consoli del comune di Piacenza; rimanendo poi di proprietà comunale nel corso del XIII secolo.
Nel 1315 l'edificio, all'epoca di proprietà della famiglia Anguissola, subì un assedio da parte del signore di Bobbio Corradino Malaspina, il quale era stato nominato capitaneus della val Trebbia e della val Nure per conto di Galeazzo I Visconti con l'ordine di sedare qualsiasi tentativo di rivolta da parte dei feudatari locali presenti nelle due vallate. A seguito della minaccia, i fratelli Galvano, Lancillotto e Anguissola Anguissola acconsentirono a ritirarsi a seguito del pagamento di un'ingente somma economica.
La proprietà dell'edificio passò in seguito a Bonifacio da Caverzago, detto Iudeo, e a Obertino da Pietratiggia fino a che il 21 agosto 1322 una sentenza emessa dal podestà di Piacenza permise alla famiglia Anguissola di riacquisire il possesso del complesso; gli Anguissola procedettero contestualmente a rilevare la porzione di edificio nelle mani di Obertino da Pietratiggia. Il castello fu nuovamente costruito nel 1376, su iniziativa di Giuliano Anguissola.
Tra il XVII e i primi anni del XIX secolo la proprietà della fortificazione fu condivisa tra la famiglia Anguissola e i conti Gragnani.

## Struttura
Il castello, che subì pesanti rimaneggiamenti nel Cinquecento, e originariamente composto da due corpi di fabbrica, è in gran parte crollato a causa di danneggiamenti ai muri perimetrali. Permangono  i resti di un corpo di fabbrica a pianta quadrangolare sviluppato su due piani e di una torre di avvistamento.
All'interno del castello si trovava un camino in pietra conservato in un salone dotato di soffitto a volta ribassata e successivamente trasferito in una villa situata nel capoluogo comunale.